# Хіфенадин
Хіфенадин (Фенкарол) — синтетичний препарат, що є похідним хінуклідину, конкурентний Н1-блокатор рецепторів та належить до антигістамінних препаратів І покоління, для перорального застосування. Хіфенадин уперше синтезований у колишньому Радянському Союзі та застосовується виключно на території пострадянського простору.

## Фармакологічні властивості
Хіфенадин — синтетичний препарат, що є похідним хінуклідину та належить до групи антигістамінних препаратів І покоління. Механізм дії препарату полягає у селективному блокуванні Н1-рецепторів гістаміну, а також блокуванні м-холінорецепторів. Хіфенадин має відмінність у механізмові дії на гістамінорецептори від інших протиалергічних препаратів — він не лише блокує дію гістаміну в тканинах, але й сприяє його руйнуванню в тканинах шляхом активації ферменту діаміноксидази, який розщеплює ендогенний гістамін. Препарат знижує спазм гладких м'язів кишечнику та бронхів, чим сприяє бронходілятації, має виражені десенсибілізуючі й протисвербіжні властивості, має помірну антисеротонінову дію. Хіфенадин погано проникає через гематоецефалічний бар'єр та рідко викликає сонливість. На відміну від інших антигістамінних препаратів, хіфенадин має антиаритмічні властивості.

### Фармакокінетика
Хіфенадин швидко всмоктується в шлунково-кишковому тракті. Всмоктування препарату неповне і складає близько 45 % від прийнятої дози хіфенадину. Максимальна концентрація препарату досягається протягом 1 години. Хіфенадин створює високі концентрації у більшості тканин організму, найвищі концентрації спостерігаються в печінці, легенях та нирках. Хіфенадин погано проникає через гематоенцефалічний бар'єр. Хіфенадин проникає через плацентарний бар'єр. Даних за виділення хіфенадину в грудне молоко немає. Препарат метаболізується в печінці. Виводиться препарат як із сечею, так із жовчю, і частково через легені. Частина хіфенадину, яка не всмокталась у шлунково-кишковому тракті, у незміненому вигляді виводиться з калом. Період напіввиведення препарату точно не встановлений, тривалість дії препарату після перорального застосування становить 6—8 годин.

## Показання до застосування
Хіфенадин застосовується при харчовій та медикаментозній алергії, полінозі, кропив'янці, алергодерматозах (екзема, алергічний дерматит), псоріазі, алергічному риніті, набряку Квінке, а також інфекційно-алергічних реакціях із бронхоспазмом (у тому числі бронхіальній астмі) як у дорослих, так і у дітей.

## Побічна дія
При застосуванні хіфенадину у високих дозах або при підвищеній чутливості до препарату нечасто можуть спостерігатися сухість у ротовій порожнині, нудота, блювання, гіркота в роті. Рідко (у частини хворих, які мають індивідуальну чутливість до препарату) спостерігаються побічні явища з боку нервової системи — головний біль, запаморочення, сонливість, загальмованість.

## Протипокази
Хіфенадин протипоказаний при підвищеній чутливості до препарату, у I триместрі вагітності, у період годування грудьми. З обережністю застосовують препарат у хворих із виразковою хворобою, у хворих важкими захворюваннями серцево-судинної системи та печінки.

## Форми випуску
Хіфенадин випускається у вигляді таблеток по 0,01; 0,025 та 0,05 г.